# Élisabeth Borne

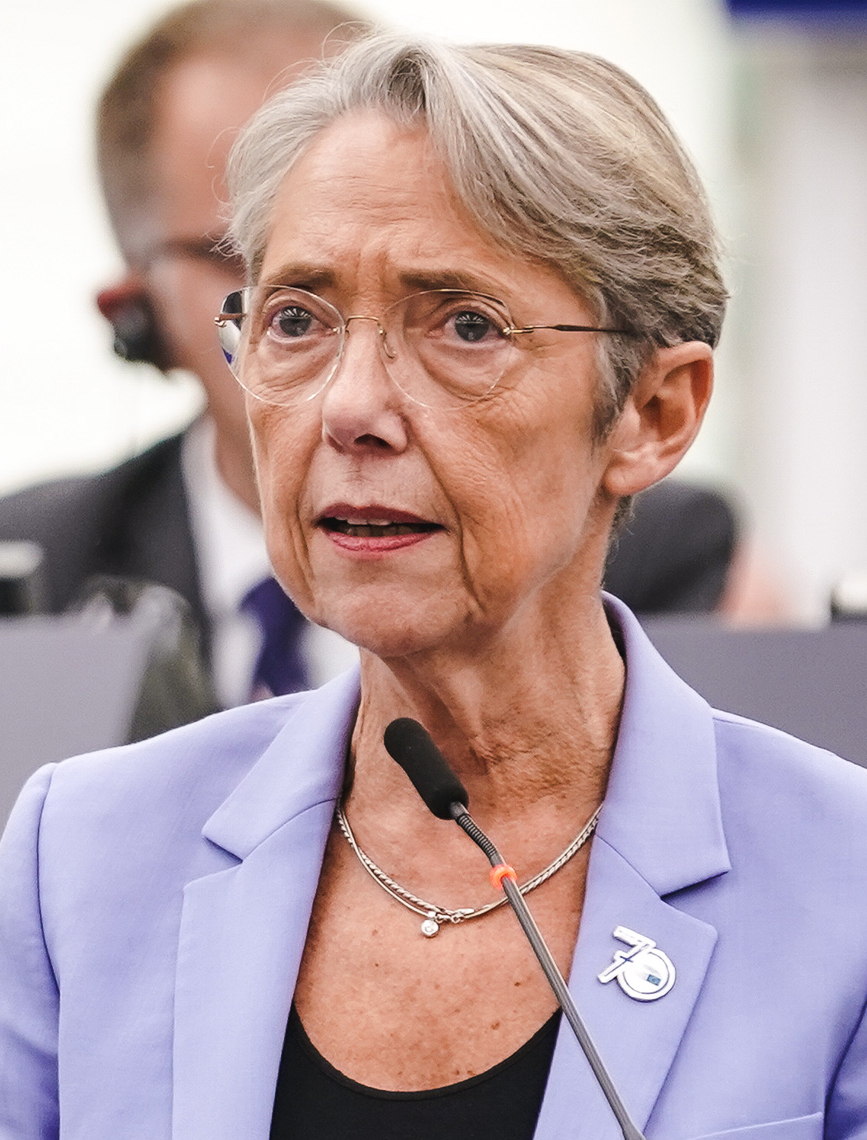
Élisabeth Borne (2022)

Élisabeth Borne (* 18. April 1961 in Paris) ist eine französische Politikerin (LREM, TdP), ehemalige Beamtin und Managerin. Sie war vom 16. Mai 2022 bis zum 9. Januar 2024 Premierministerin Frankreichs. Zuvor war sie Präsidentin des öffentlichen Verkehrsunternehmens RATP (2015–2017), Ministerin für Verkehr (2017–2019), für sozialökologischen Wandel (2019–2020), für Arbeit (2020–2022) und danach für Bildung (Ende 2024).

## Leben und Wirken
Bornes Vater, Joseph Bornstein, geboren 1924 in Antwerpen und aus einer polnisch-jüdischen Familie stammend, floh 1939 mit seiner Familie nach Frankreich und schloss sich im April 1943 in der Gegend von Grenoble einer zionistischen Widerstandsgruppe an; er wurde im Dezember 1943 denunziert und gefangen genommen und in das Lager von Drancy und schließlich in die Konzentrationslager Buchenwald und Auschwitz deportiert. Nach Kriegsende kehrte er nach Frankreich zurück, wo ihm, bis dahin staatenlos, 1950 die französische Staatsbürgerschaft zuerkannt wurde. Im Krieg hatte er illegal den Namen Borne angenommen, den er als Familiennamen beibehielt. Elisabeth Bornes Mutter, Margueritte Marie Lescène, stammte aus der Normandie. Gemeinsam mit ihrem Ehemann leitete sie ein pharmazeutisches Labor. 1972 nahm sich Joseph Borne das Leben.
Élisabeth Borne, geboren und aufgewachsen in Paris, studierte an der École polytechnique und der École nationale des ponts et chaussées und schloss 1986 als Diplomingenieurin für Straßen- und Brückenbau ab. 1987 schloss sie außerdem das Collège des ingénieurs mit einem Master of Business Administration ab. Sie heiratete 1989 und hat einen Sohn aus der inzwischen geschiedenen Ehe.
Im Jahr 1987 trat Borne als Beamtin des Infrastrukturministeriums (Ministère de l’Équipement) in den Staatsdienst ein und wechselte zwei Jahre später zur regionalen Infrastrukturdirektion der Île-de-France. Anfang der 1990er Jahre war sie Beraterin im Bildungsministerium unter Lionel Jospin und Jack Lang (beide Parti socialiste). Zwischenzeitlich arbeitete sie bei der Sozialwohnungsbaugesellschaft Sonacotra, bevor Premierminister Jospin sie 1997 als technische Beraterin für Verkehr und Stadtentwicklung in seinen Stab holte.
Borne wurde 2002 Strategiedirektorin bei der staatlichen Bahngesellschaft SNCF, 2007 Direktorin für Konzessionen beim Bauunternehmen Eiffage. Von 2008 bis 2013 war sie Generaldirektorin für Stadtentwicklung im Rathaus von Paris. Danach war sie ein Jahr Präfektin des Départements Vienne und zugleich Regionalpräfektin von Poitou-Charentes. Die Präsidentin des Regionalrats von Poitou-Charentes, Ségolène Royal (PS), wurde 2014 Umweltministerin und ernannte Borne zu ihrer Stabschefin. Im Mai 2015 ernannte die Regierung Borne zur Präsidentin und Generaldirektorin des Staatsunternehmens RATP, das den öffentlichen Personennahverkehr im Großraum Paris, u. a. die Pariser Métro, betreibt.
Borne stand lange dem Parti socialiste nahe. Nach dem Sieg Emmanuel Macrons bei der Präsidentschaftswahl 2017 schloss sie sich seiner Partei La République en Marche (LREM) an. Seit 2020 ist Borne zudem Mitglied der sozialdemokratischen Partei Territoires de Progrès (TdP), die mit LREM verbündet ist.
Staatspräsident Macron ernannte Élisabeth Borne am 17. Mai 2017 zur beigeordneten Ministerin für Verkehr im Ministerium für den ökologischen und solidarischen Übergang (unter Staatsminister Nicolas Hulot) im Kabinett Philippe I. Diesen Posten behielt sie im Kabinett Philippe II unter Umweltstaatsminister François de Rugy. Im Juli 2019 wurde Borne in der Nachfolge des zurückgetretenen de Rugy zur Ministerin für den ökologischen und solidarischen Übergang ernannt. Im Kabinett Castex übernahm sie am 6. Juli 2020 das Amt der Ministerin für Arbeit, Beschäftigung und Integration.
Am 16. Mai 2022 wurde Borne von Staatspräsident Macron zur Premierministerin ernannt. Vier Tage später ernannte sie ihr Kabinett. Nach erheblichen Verlusten des Macron-Lagers bei der Wahl zur französischen Nationalversammlung am 12. und 19. Juni bot sie am 21. Juni 2022 ihren Rücktritt an, der von Macron abgelehnt wurde.
Bornes Regierung war von einer fehlenden Mehrheit im Parlament geprägt. Im März 2023 überstand sie zwei Misstrauensanträge, wobei einem Antrag neun von 287 benötigten Stimmen fehlten. Dem Antrag vorausgegangen war die Durchsetzung der Reform des Rentensystems durch Einsatz von Artikel 49.3 der französischen Verfassung, mit dem eine Abstimmung im Parlament umgangen wurde, um die Erhöhung des Renteneintrittsalters ohne Widerstand einer Mehrheit der Volksvertreter zu beschließen. Im selben Monat nahmen mehr als eine Million Franzosen an Protesten gegen die Rentenreform teil. Während das Innenministerium von knapp 1,1 Millionen Menschen sprach, waren es der Gewerkschaft CGT zufolge 3,5 Millionen Demonstranten.
Zuletzt setzte eine Kontroverse um ein neues Immigrationsgesetz die Regierung unter Druck. Das Gesetzesvorhaben wurde im Dezember 2023 mit knapper Mehrheit verabschiedet, nachdem die Regierung der konservativen Oppositionspartei Les Républicains wesentliche Zugeständnisse gemacht hatte. Der verschärfte Gesetzestext sorgte für Spannungen innerhalb der Regierungspartei; 20 Abgeordnete stimmten dagegen, 17 enthielten sich. Gesundheitsminister Aurélien Rousseau trat im Anschluss zurück. Am 8. Januar 2024 erklärte auch Borne ihren Rücktritt, der von Macron angenommen wurde.
Ihr Nachfolger im Amt des Premierministers wurde Gabriel Attal.